# Johnny Goodbye
Johnny Goodbye is een Belgisch-Nederlandse stripreeks die begonnen is in 1969 met de Nederlander Martin Lodewijk als schrijver en de Belg Dino Attanasio als tekenaar. In de loop der jaren werden de scenario's ook door anderen, zoals Patty Klein, geschreven.
De strip werd voorgepubliceerd in Pep van 1969 tot 1975. Van 1975 tot 1992 verscheen de strip in Eppo.

## Inhoud
De setting van de strip is (in de meeste albums) het Chicago uit de jaren van de Amerikaanse Drooglegging en de public enemy era. In het eerste verhaal zijn Johnny Goodbye en Howdy Duizendpond de enige twee eerlijke politieagenten van een door gangsters en corrupte ambtenaren geregeerd Chicago, waar het noemen van de naam Al Capone al genoeg is om vrijuit te gaan. Verbolgen over hun beperkte succes in de misdaadbestrijding nemen Goodbye en Howdy ontslag om een detectivebureau te beginnen, maar niet alvorens Al Capone zelf te arresteren wegens foutparkeren. Deze is dan ook meteen Goodbye's aartsvijand. In de hierop volgende verhalen krijgen Goodbye en Howdy, die Goodbye consequent met "boss" aanspreekt, meerdere keren met Al Capone te maken, maar ook met andere gangsters, waaronder de Barkerbende en Wu Manchu, die later ook voorkwam in Lodewijks stripreeks Agent 327 (en hierbij ook naar Johnny Goodbye verwees). De strip vertoont tevens veel verwijzingen naar de filmwereld van de jaren 20 en 30. Er zijn cameo's weggelegd voor onder meer Charlie Chaplin, Laurel en Hardy, Béla Lugosi als graaf Dracula, Rudolf Valentino en Boris Karloff als het Monster van Frankenstein. Album 5 is gecentreerd rondom kindster Shirley Temple. In album 7 is een hoofdrol weggelegd voor de fictieve filmster Clara Bara, een parodie op Fay Wray. Bara speelt dan ook de hoofdrol in de film Ping Pong.
Hoewel Johnny Goodbye niet het stereotiepe detective uit de film noir is, vertoont hij wel het bekende kenmerk van voortdurend geldgebrek. Vaak besteden hij en Howdy hele dagen aan het opsporen van weggelopen huisdieren, het ontsnappen aan moordaanslagen, of plannen bedenken om meer geld te verdienen. Howdy, een goedbedoelende dommekracht met grote eetlust, werkt de geldzorgen soms onbedoeld in de hand, daar hij ervan droomt om een beroemd trompettist te worden en dus grammofoonplaten koopt. Talent voor trompetspel lijkt hij echter niet te hebben. Hoewel Howdy niet zo verstandig is als zijn chef, is hij op zijn eigen manier de domste nog niet. Bovendien is hij erg sterk. De beste vriend van het duo is Washington, een pienter Afro-Amerikaanse jongen die op straat als schoenpoetser de kost verdient. Net als Howdy heeft Washington weinig muzikaal talent, ondanks dat hij trompetles volgt bij een neef die Armstrong heet. Wel is Washington erg slim en moedig. In album 2 leent Howdy geld van hem om een grammofoonplaat te kopen, wat impliceert dat Washington beter verdient dan zijn volwassen vrienden.
In latere albums werd de setting licht veranderd. Zo speelt album 11 tijdens de Tweede Wereldoorlog, als Goodbye en Howdy elkaar opnieuw ontmoeten tijdens een geheime missie. Howdy blijkt dan alsnog een beroemd trompettist te zijn geworden, onder de artiestennaam Captain Farewell.

## Albums
Net als bij Agent 327 werden de verhalen van Johnny Goodbye niet geheel in chronologische volgorde uitgegeven. Album 6 en 7 verschenen al in 1970 en 1973 als losstaande albums. In 1976 werden de verhalen als albumserie uitgebracht; vandaar dat op album 6 het onderschrift "2e serie" vermeld stond. Patty Klein schreef drie verhalen (Gangsters en grafkransen, Klopjacht op een kleuter en Hanky Panky), waarvan echter alleen het tweede in albumvorm verscheen.

### Reeks 1
| Nummer | Titel                                   | Uitgever                                                        | Schrijver(s)                    | Tekenaar       |
| ------ | --------------------------------------- | --------------------------------------------------------------- | ------------------------------- | -------------- |
| 1      | En de Barkerbende                       | Dargaud Benelux, Uitgeverij Oberon B.V.                         | Martin Lodewijk                 | Dino Attanasio |
| 2      | Contra Fiddles Paganini                 | Dargaud Benelux, Uitgeverij Oberon B.V.                         | Martin Lodewijk                 | Dino Attanasio |
| 3      | De terugkeer van Al Capone              | Uitgeverij Oberon B.V.                                          | Martin Lodewijk                 | Dino Attanasio |
| 4      | De straatvechter                        | Uitgeverij Oberon B.V.                                          | Martin Lodewijk                 | Dino Attanasio |
| 5      | Klopjacht op een kleuter                | Uitgeverij Oberon B.V.                                          | Patty Klein                     | Dino Attanasio |
| 6      | Gangsters in Chicago                    | Dargaud Benelux, De Geïllustreerde Pers, Uitgeverij Oberon B.V. | Martin Lodewijk                 | Dino Attanasio |
| 7      | De stille ster                          | Dargaud Benelux, Uitgeverij Oberon B.V.                         | Martin Lodewijk                 | Dino Attanasio |
| 8      | De peetmoeder & De dertiende verdieping | Uitgeverij Oberon B.V.                                          | Martin Lodewijk                 | Dino Attanasio |
| 9      | Het ananassyndicaat                     | Uitgeverij Oberon B.V.                                          | Yves Duval                      | Dino Attanasio |
| 10     | De vliegende dwazen                     | Uitgeverij Oberon B.V.                                          | Martin Lodewijk                 | Dino Attanasio |
| 11     | De man die wel bestond                  | Big Balloon B.V.                                                | Martin Lodewijk, Ruud Straatman | Dino Attanasio |

### Reeks 2
| Nummer | Titel                 | Uitgever | Schrijver(s) | Tekenaar       |
| ------ | --------------------- | -------- | ------------ | -------------- |
| 1      | Het olympisch goud    | Archers  | Yves Duval   | Dino Attanasio |
| 2      | Siciliaanse suikeroom | Archers  | Yves Duval   | Dino Attanasio |

### Reeks 3
| Nummer | Titel                    | Uitgever | Schrijver(s)    | Tekenaar       |
| ------ | ------------------------ | -------- | --------------- | -------------- |
| 1      | Het vreemdelingenlegioen | Arcadia  | Martin Lodewijk | Dino Attanasio |
| 2      | De zoon van Al Capone    | Arcadia  | Martin Lodewijk | Dino Attanasio |

### Sfinx-collectie
In 2021 gaf 't Vlaams Stripcentrum het verhaal Stuwadoors en maneschijn in albumvorm uit. Het verhaal verscheen in 1984 in Eppo en werd geschreven door Eddy Ryssack met tekeningen van Dino Attanasio.

### Pep NU!
In juni 2024 verscheen het album Pep NU! met daarin het verhaal De man die niet dood kon door Robbert Damen en Michiel Offerman.